# Monte Costasole
Il Monte Costasole è la cima più elevata dei Monti Ruffi e raggiunge, nel punto più elevato i 1253 m.s.l.m.. È parte del territorio comunale di: Cerreto Laziale, Saracinesco, Marano Equo, Anticoli Corrado, Sambuci, Rocca Canterano (solo la frazione di Rocca di Mezzo) ed Agosta.

## Descrizione
Il monte si presenta boscoso, ricoperto da faggi e querce.

### Escursionismo
I principali sentieri che percorrono il monte sono:
- n. 563: dall'abitato di Saracinesco alla vetta del monte (1253 m)
- n. 563A: da Valle delle Prata al Monte Salinese (990 m)
- n. 563A/B: da Monte Salinese (990 m) a Forca Travella (1085 m), da cui si può ammirare il Gran Sasso d'Italia e il Monte Velino
- n. 563B: da Forca Travella (1085 m) all'abitato di Rocca Canterano, da cui, tramite il sentiero n. 563 si raggiunge l'abitato di Subiaco
- n. 1A (prov.le): dall'abitato di Marano Equo alla vetta del monte (1253 m)

### Le cime
Le principali cime nelle vicinanze del monte Costasole sono:
- Il Monte (1193 m)
- Piani Rossi (o Piani Rusci) (1111 m)
- Forca Travella (1085 m)
- Retommella (1037 m)
- Ara delle Valli (o Ara 'lle Valli o Ara delle Vagli o Ara 'lle Vagli) (1002 m)
- Figuzza (o Le Ficuzza o Le Figuzza) (990 m)
- Monte Salinese (990 m)
- Monte Fossicchi (981 m)
- Pietra Sarvareocco (970 m)
- Colle Sacrestia (854 m)
- Roccasecca (658 m)
- Piè di Monte (599 m)
- Arnalicchio (586 m)